# Monica Aksamit
Monica Aksamit (Nova Iorque, 18 de fevereiro de 1990) é uma esgrimista estadunidense, medalhista olímpica.

## Carreira
Monica Aksamit representou seu país nos Jogos Olímpicos de Verão de 2016, no sabre. Conseguiu a medalha de bronze no sabre equipes.